# 大西洋南氏魚
大西洋南氏魚（学名：Nansenia atlantica）為輻鰭魚綱水珍魚目小口兔鮭科的一種深海魚類，其种加词“atlantica”意为“大西洋的”。分布於東大西洋海域，棲息深度0-580公尺，體長可達16.8公分，棲息在中層水域，生活習性不明。